# Plebejus franklinii
Plebejus franklinii är en fjärilsart som beskrevs av Curtis 1835. Plebejus franklinii ingår i släktet Plebejus och familjen juvelvingar. Inga underarter finns listade i Catalogue of Life.